# Aequidens pallidus
Espèce
Aequidens pallidus est une espèce de poissons perciformes appartenant à la famille des Cichlidae.